# Gorra Julieta

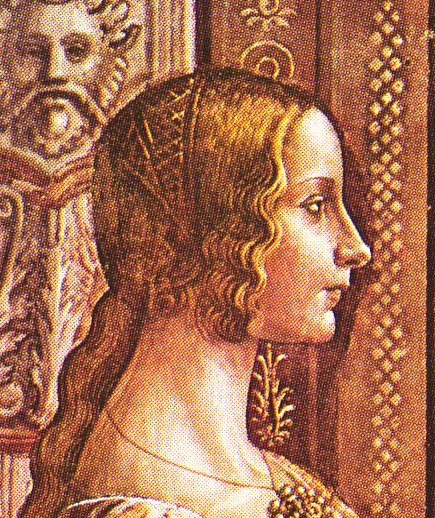
Ludovica Tornabuoni, fresco de 1485-1490.

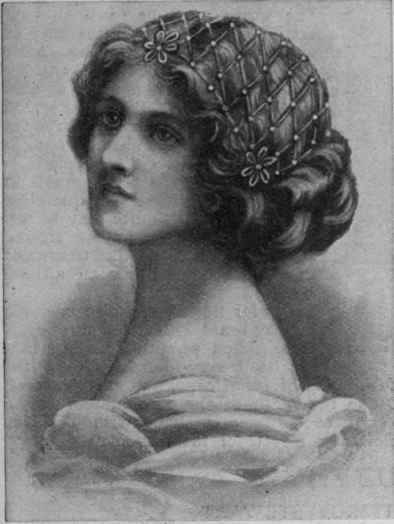
"Una bonita gorra Julieta fácil de hacer con trenzado estrecho de oro y cuentas de colores artísticos", de la Every Woman's Encyclopedia, 1910.

Una gorra Julieta es un pequeño casquete femenino abierto a ganchillo o de malla, a menudo decorado con perlas, cuentas o joyas, y principalmente llevado con vestidos de noche o de novia. El tocado es nombrado por la heroína de Romeo y Julieta de Shakespeare, que solía lucirlo en las obras teatrales del siglo XIX, en una recreación victoriana de las redecillas renacentistas.
Un artículo en la Every Woman's Encyclopedia (Londres, 1910) sugirió: "Para la noche, el favorito es un adorno para el cabello; una gorra hecha a la moda de la desventurada heroína de la historia de amor más conocida del mundo. Las gorras Julieta ocupan su lugar a medida que las modas van y vienen, aunque las bagatelas algo caras para comprar pueden ser hechas por dedos artísticos e inteligentes a muy bajo costo, y formadas para adaptarse a estilos individuales."
 